# Liste wichtiger Fundorte frühneolithischer Keramik in Schweden
Liste wichtiger Fundorte frühneolithischer Keramik in Schweden
In dem Laubwaldhumus, der sich Jahrhunderte hindurch im Mischwald gebildet hatte, später aber durch Klimaverschlechterung und das Vordringen von Nadelwäldern verschwand, hatten die ersten Bauern (etwa 4000 v. Chr.) ihre Äcker. Getreideabdrücke in Keramikscherben geben über die angebauten Arten Auskunft. Sechszeilige Nacktgerste war die gebräuchlichste Sorte. Weizenarten wie Einkorn, Emmer und Zwergweizen kamen vor. Außerdem sind Erbse (Pisum sativum) und Ackerbohne (Vicia faba) festgestellt, die Ackerbohne zum ersten Mal in Schweden. Kernabdrücke von wildwachsendem Wein (Vitis sylvestris) kommen in Mogetorp und Öster Vrä vor. 
- Alvastra (Östergötland)
- Barum (Schonen)
- Brokvarn (Södermanland)
- Fagervik (Östergotland)
- Frugårdssund (Västergötland)
- Gisebo (Småland)
- Hallehög (Halland)
- Humlekärrshult (Småland) mit Kragenflasche
- Lummelunda (Gotland)
- Malmahed (Södermanland)
- Mogetorp (Södermanland)
- Mölner (Gotland)
- Mortorp (Södermanland)
- Nosaby (Schonen)
- Nyskotten (Uppland)
- Östra Vrå (Södermanland)
- Oxie (Schonen)
- Rosenlund (Närke)
- Säter (Östergotland)
- Siretorp (Blekinge)
- Sköttedal (Södermanland)
- Valby (Närke)
- Västerby (Bohuslän)
- Vivastemåla (Småland)